# Donauländer

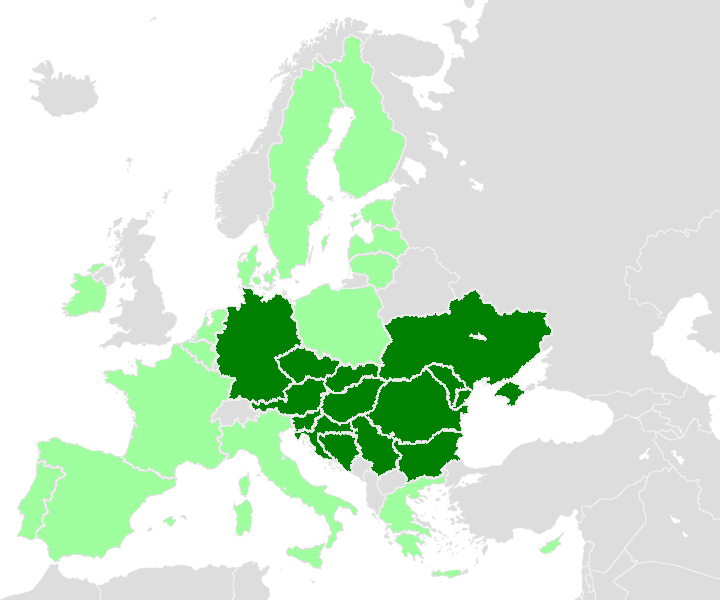
Mitglieder und Assoziierte der Donaukommission

Als Donauländer werden jene Staaten bezeichnet, die Anteil am Einzugsgebiet der Donau, dem Donauraum, haben. Speziell Donauanrainerstaaten nennt man diejenigen, die Anrainer der Donau sind, also direkt am Strom liegen.

## Die Donau-Anrainerstaaten und Donauländer

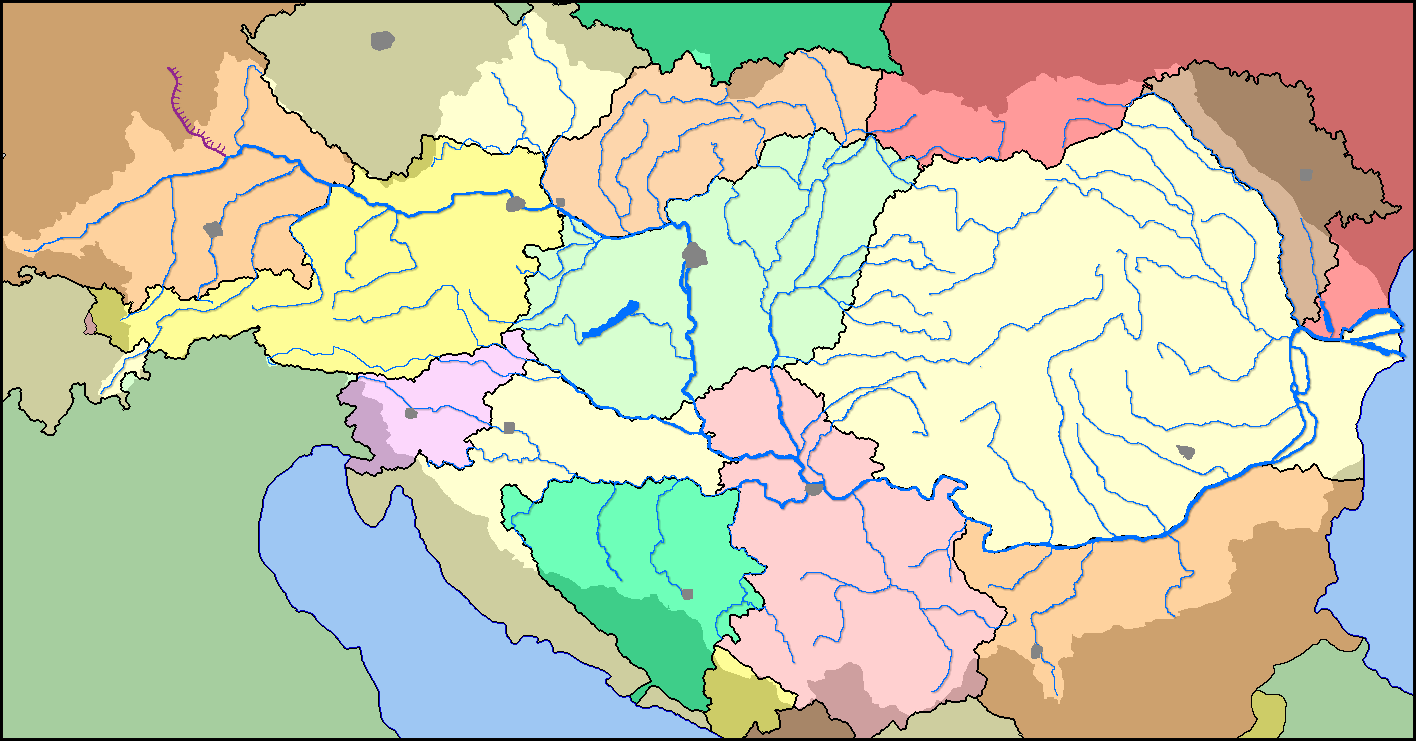
Einzugsgebiet der Donau und der Hauptnebenflüsse, in den politischen Grenzen 2012

Der mit 2900 Kilometern zweitlängste Strom Europas durchfließt bzw. berührt insgesamt zehn Länder von den Quellen bis zur Mündung:
Deutschland → Österreich → Slowakei → Ungarn → Kroatien → Serbien → Rumänien → Bulgarien → Republik Moldau → Ukraine
Im Sinne der Kilometrierung zählt man im Gegensatz zu anderen Strömen (z. B. am Rhein) stromaufwärts, weil die Stromkilometer der Donau so laufen, also von der Mündung (bei Sulina im mittleren Delta in Rumänien) in Richtung Quellen (in Baden-Württemberg bei Donaueschingen).
Zahlreiche weitere Staaten haben Anteile an ihrem Einzugsgebiet (alphabetisch):
Albanien, Bosnien-Herzegowina, Italien, Kosovo, Montenegro, Nordmazedonien, Polen, Schweiz, Slowenien, Tschechien
- Tschechien (Ostteil): über die March
- Slowenien: über Mur, Drau und Save
- Bosnien-Herzegowina, Montenegro und Albanien (Nordsaum): über den Save-Nebenfluss Drina mit seinem Nebenfluss Lim
- Nordmazedonien und Kosovo: über die Südliche Morava und den Ibar
- Polen: Gebiet um den Arwa-Stausee
- Schweiz und Italien: über die Oberläufe von Inn und Drau (Engadin bzw. Livigno und Südtirol).

Die wichtigsten ehemaligen Donauländer sind das Oströmische Reich (Byzanz), das Osmanische Reich Istanbuls, Russland (Russisches Zarenreich, Kaiserreich, dann Sowjetunion/UdSSR), und die Habsburgermonarchie Wiens (später Kaisertum Österreich bzw. Österreich-Ungarn, mit den Ländern der Ungarischen und Böhmischen Krone), sowie die beiden Staaten des 20. Jahrhunderts, Jugoslawien und die Tschechoslowakei (ČSFR), und das ephemere Gebilde des Hitlerstaats (Drittes Reich).

## Liste der Donau-Anrainer und ihrer Uferabschnitte
| Staat           | nach Strom- kilometern | rechtes Ufer | rechtes Ufer | rechtes Ufer    | beidseitig | beidseitig | linkes Ufer | linkes Ufer | linkes Ufer               |
| Staat           | nach Strom- kilometern | km           | %            | Donaukilometer  | km         | %          | km          | %           | Donaukilometer            |
| --------------- | ---------------------- | ------------ | ------------ | --------------- | ---------- | ---------- | ----------- | ----------- | ------------------------- |
| Ukraine         | 53,94                  | –            | –            |                 | –          | –          | 53,9        | 2           | 79,63–133,57              |
| Republik Moldau | 0,57                   | –            | –            |                 | –          | –          | 0,6         | –           | 133,57–134,14             |
| Bulgarien       | 471,55                 | 471,6        | 16           | 374,10–845,65   | –          | –          | –           | –           |                           |
| Rumänien        | 1075,00                | 374,1        | 13           | 0,00–374,10     | 319,6      | 18         | 1020,5      | 36          | 0,00–79,63 134,14–1075,00 |
| Serbien         | 587,35                 | 449,9        | 16           | 845,65–1295,50  | 220,5      | 13         | 358,0       | 12          | 1075,00–1433,00           |
| Kroatien        | 137,50                 | 137,5        | 5            | 1295,50–1433,00 | –          | –          | –           | –           |                           |
| Ungarn          | 417,20                 | 417,2        | 15           | 1433,00–1850,20 | 275,2      | 15         | 275,2       | 10          | 1433,00–1708,20           |
| Slowakei        | 172,06                 | 22,5         | 1            | 1850,20–1872,70 | 22,5       | 1          | 172,1       | 6           | 1708,20–1880,26           |
| Österreich      | 350,50                 | 350,5        | 12           | 1872,70–2223,21 | 321,5      | 18         | 321,5       | 11          | 1880,26–2201,75           |
| Deutschland     | 655,3                  | 633,8        | 22           | 2223,21–2857    | 633,8      | 35         | 655,3       | 23          | 2201,75–2857              |

Die Streckenangaben für Deutschland sind inklusive Breg (45,9 km)
Quellen: Donaukommission, Budapest, Januar 2000 bis März 2004, Werte Deutschland nach LUBW und Flusskilometrierung

## Der Kultur- und Politraum der Donauländer
Die Donauländer haben trotz unterschiedlichen Sprachen und Kulturen viele Gemeinsamkeiten, die geschichtlich bedingt sind: Über Jahrhunderte war die Donau Grenze und Verbindung der griechisch-byzantinischen und römischen Antike mit den Steppenvölkern, und dann sich bis heute entwickelnd des romanischen, germanischen, slawischen Kulturraums, mit den heutigen Magyaren (Ungarn) dazwischen.
Seit der Zeit des römischen Imperiums Grenze, war die Donau bis in das Hochmittelalter Einfallstor in den zentraleuropäischen Raum, von der Völkerwanderung über die Awaren und Magyaren bis zu den Türkenkriegen, sodass die Kulturgrenzen über viele Jahrhunderte donauauf- und abwärts wanderten.
Seit dem 16. Jahrhundert ist die vermehrt deutsche Besiedlung von Teilen Pannoniens, der Batschka und des Banats auf dem Verkehrsweg der Donau erfolgt. Siedler aus dem Raum von Süddeutschland, Österreich und dem Elsass stromabwärts.
In der langen Zeit des Kalten Krieges zwischen der Sowjetunion und der NATO, mit den blockfreien Österreich und Jugoslawien dazwischen, hat die Donau zwar als Verkehrsweg an Bedeutung eingebüßt, ist aber nach Fall des Eisernen Vorhangs nun durch mehrere Faktoren wieder im Aufholen, im Besonderen die sukzessive EU-Erweiterung donauabwärts, günstige Kostenstrukturen im MOEL-Raum und gemeinsame Anliegen des Umweltschutzes.
Schon seit dem Mittelalter sind einzelne Donauländer mehr oder minder lose politische Kooperationen eingegangen. Beispiele dafür sind:
- ab 1856 die Europäische Donaukommission EDK
  - 1921 als Internationale Donaukommission (IDK) wiedererrichtet
  - in den 1920/30er Jahren intensive Bemühungen großer deutscher Kapitalgruppen um den Raum zur Gewinnung von Bodenschätzen und als Export-Zielland, unter dem Etikett „Mitteleuropäischer Wirtschaftstag“ (MWT)
  - 1948 mit dem Übereinkommen über die Regelung der Schifffahrt auf der Donau als Donaukommission (DK)
- ab etwa 1990 die Pentagonale (Österreich, Ungarn, ČSFR, Jugoslawien und Italien) für wissenschaftlich-technische Projekte
  - später zur Hexagonale erweitert, aus der nach den Balkankriegen die Zentraleuropäische Initiative (CEI) hervorging
- die Visegrád-Gruppe (Ungarn, Tschechien, Slowakei, Polen)
- 1990 die Arbeitsgemeinschaft Donauländer (ARGE Donauländer, gegründet im Mai d. J. in der österr. Wachau) für die kulturelle und wirtschaftliche Kooperation
  - ihr Oktober 1998 in Kraft getretenes Leitbild für den Donauraum unter bayerischer Federführung, vor allem zur Entwicklung von Schutzgebieten.
- 2011 die Strategie der Europäischen Union für den Donauraum (EUSDR)